# Galidictis fasciata
Galidictis fasciata (Мангуста широкосмуга) — вид котовидих родини Фаланукові, ендемічний для острова Мадагаскар, де він широко розповсюджений у східних вологих лісах від низин до близько 700 м над рівнем моря. Є лише один запис спостереження цього виду на висоті більше за 700 м (1500 м над рівнем моря). Щільність населення низька.

## Поведінка
Веде нічний, значною мірою наземний спосіб життя.

## Загрози та охорона
Під загрозою руйнування перебувають середовища його проживання через лісозаготівлі та перетворення лісу в оброблювані землі. Ймовірно, вбивається собаками, які супроводжують мисливців у лісі. Меншою загрозою є конкуренція зі здичавілими кішками, псами і малою індійською ціветою (Viverricula indica). Проживає на кількох природоохоронних територіях